# LITA.co
 (septembre 2022).
L'article doit être relu — et modifié si nécessaire — par des contributeurs indépendants pour apporter un regard critique aux contributions effectuées en violation des conditions d'utilisation de Wikipédia, tant sur la forme (notamment concernant le style encyclopédique, la proportionnalité) que sur le fond (la neutralité de point de vue, la qualité et l'indépendance des sources).
 (décembre 2021).
 (décembre 2021).
LITA.co (ou 1001pact) est un groupe européen créé en 2014 organisant des levées de fonds pour des entreprises qui justifient d’un impact social ou environnemental. 
Entreprise de l’économie sociale et solidaire, elle est labellisée entreprise solidaire d'utilité sociale.

## Histoire

### Fondation
Le groupe est fondé en 2014 par Eva Sadoun et Julien Benayoun sous le nom de 1001pact. Il s'agit d'une plateforme numérique d'investissement à impact social sur laquelle des investisseurs particuliers ou professionnels peuvent investir dans des projets à « impact positif » sur la société. La même année, elle obtient l’agrément Conseiller en investissements participatifs de l’Autorité des marchés financiers. En 2015, 1001pact est lauréat Grands prix de l’innovation de la ville de Paris.
En 2016, la start-up réalise une levée de fonds de 800 000 € auprès de Phitrust, Inco, Mirova, Angels for impact et de la Banque publique d'investissement.

### Internationalisation
En vue de son développement international, 1001pact change sa dénomination commerciale en 2017 et devient LITA.co. À cette occasion, LITA.co réalise une levée de fonds pour s’installer en Belgique.
En 2018, LITA.co réalise une nouvelle levée de fonds en série A de 2,2 millions d’euros auprès de Phitrust, Inco Investissement et Aviva Impact Investing France ainsi que de business angels, afin de développer son activité de banque privée et se déploie en Italie.

## Labels et agréments
LITA.co obtient en novembre 2023 l'agrément européen PSFP (prestataire de services de financement participatif).
LITA.co a obtenu l’agrément de l'Autorité des services et marchés financiers belge en 2017, et est partenaire de Crédal et 4 wings foundation. LITA.co est également labellisée Benefit Corporation, Greenfin et Finansol pour son portefeuille électronique.
LITA.co obtient l’agrément de l'Autorité des services et marchés financiers belge en 2017, et est partenaire de Crédal et 4 wings foundation. LITA.co est également labellisée Benefit Corporation, Greenfin et Finansol pour son portefeuille électronique.
Pour sa filiale italienne, LITA.co obtient l’agrément local de la Commissione nazionale per le società e la Borsa[réf. nécessaire].

## Activité

### Développement
LITA.co est actuellement présente dans 2 pays : la France, et la Belgique depuis 2017, sous le nom 1001pact Impact Investments SA.
En octobre 2019, LITA.co indiquait avoir réalisé plus de 7 000 investissements et collecté 23 millions d’euros. La plateforme revendique 25 000 inscrits. 

### Sélection des entreprises
LITA.co a développé un processus de sélection des entreprises à accompagner en fonction de critères environnementaux, sociaux et de gouvernance, ainsi que de leur participation à la résolution des 17 objectifs de développement durable de l'ONU et de leur impact social et environnemental. Un comité d'experts retient les entreprises qui peuvent entrer en levée de fonds. Celles-ci sont ensuite accompagnées sur la stratégie de réussite de leur levée de fonds sur la plateforme, mais aussi auprès d'investisseurs plus importants comme des Business angels, des fonds d’investissement ou family office. 

### Clients
En 2019, LITA.co a accompagné une centaine d'entreprises dans 3 pays et dans 5 filières d'investissement : « immobilier durable », « startup for good & Tech for good »,  « près de chez vous », « énergies renouvelables » et « PME & Associations ».

### Autres activités
LITA.co est aussi cofondateur d'Impact now, des évènements locaux organisés en Belgique et en Italie en faveur d'un « changement durable » ; France éco-sociale tech, association française des acteurs de la Tech for good, et de Solifin, mouvement belge des acteurs de la finance solidaire. La société siège à travers sa présidente, Eva Sadoun, au conseil d'administration du Mouvement des entrepreneurs sociaux et Finansol. 

## Identité visuelle

Logo de 1001pact de 2014 à 2017
Logo de LITA.co de 2017 à Juin 2020
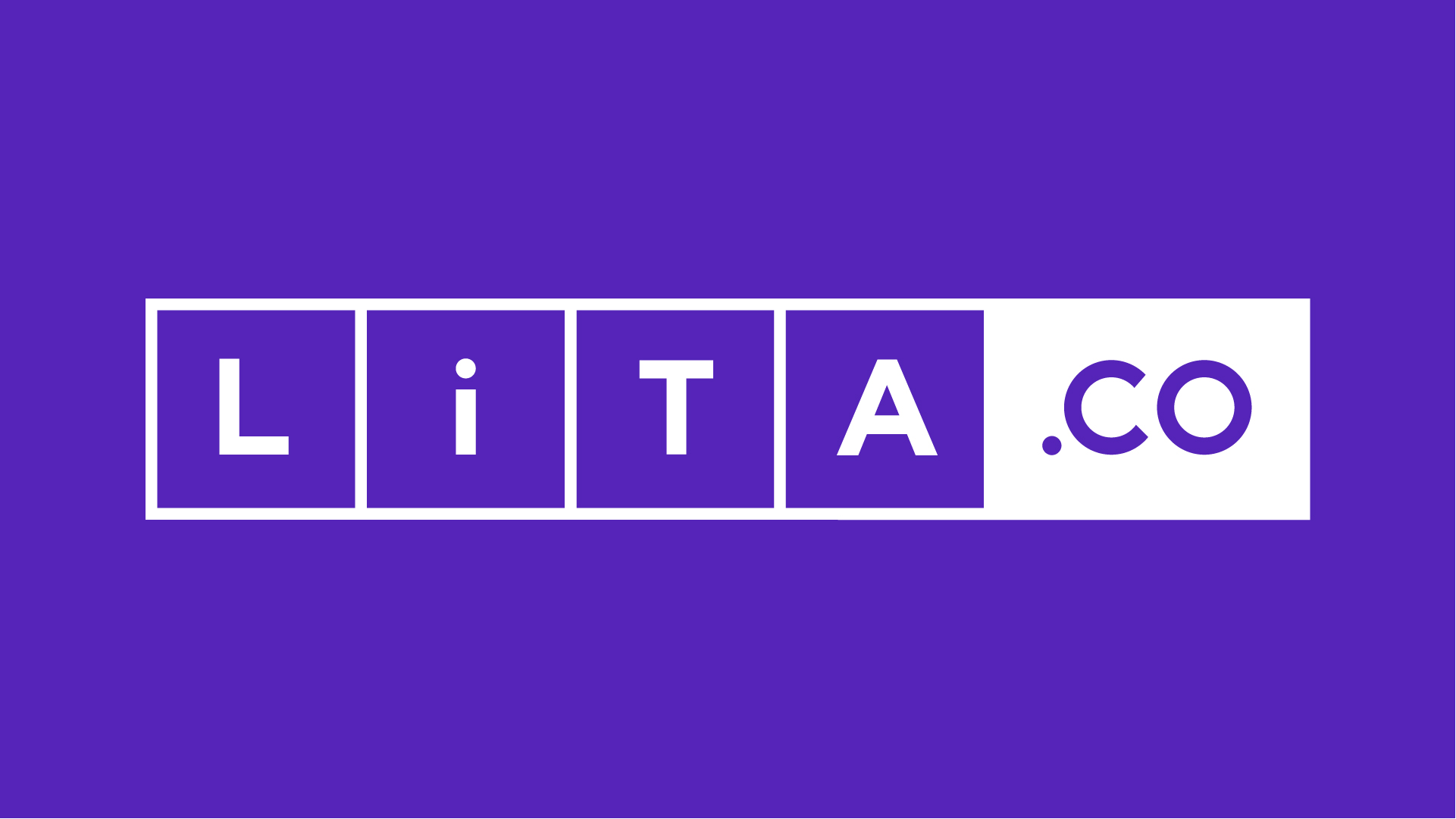
Logo de LITA.co depuis Juin 2020